# Cornija

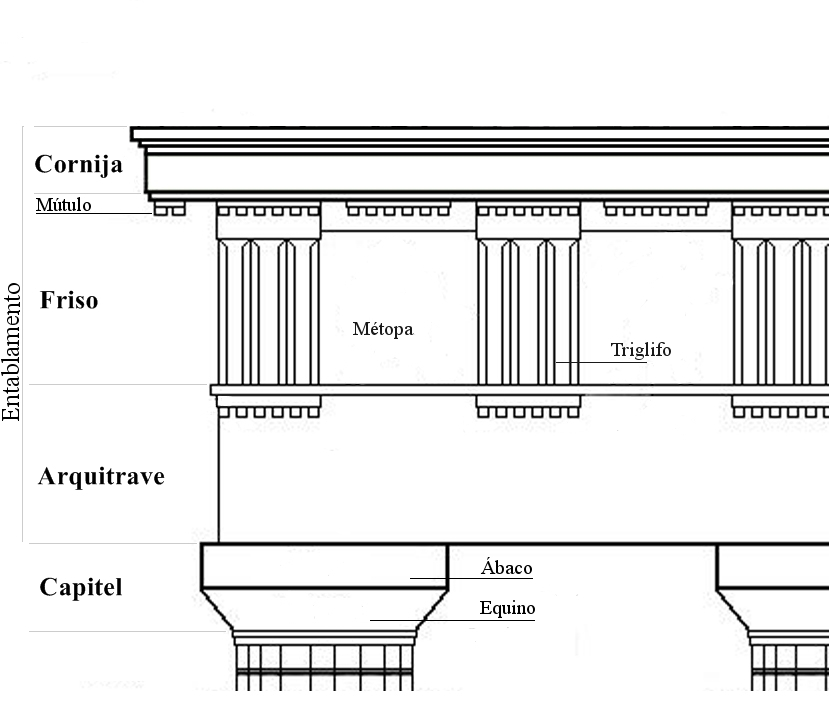
Elementos arquitetônicos na ordem dórica.

Cornija, em arquitetura, é uma faixa horizontal que se destaca na parede, com finalidade  de acentuar as nervuras nela empregadas, assim como o conjunto de molduras salientes que servem de arremate superior às obras de arquitectura.
Serve para proteção contra as águas pluviais.